# Parthenopeïsche Republiek
De Parthenopeïsche Republiek was een staat die op 23 januari 1799 werd geschapen uit het Koninkrijk Napels nadat koning Ferdinand IV door Fransgezinde republikeinen was verdreven. De naam verwijst naar Parthenope, een oude Griekse kolonie op de locatie van het huidige Napels. Haar bestaan was van korte duur.
Ferdinand IV was gehuwd met Maria Carolina van Oostenrijk, een zuster van koningin Marie Antoinette, zodat zeer persoonlijke relaties tussen het Napolitaanse en het Franse hof bestonden. Ferdinand was aanvankelijk een verlicht despoot. De burgerij van Napels volgde de politieke gebeurtenissen tijdens het begin van de Franse Revolutie en er ontstonden zogenaamde „Patriottenclubs“, waarin de republikeinse hervormingen in Frankrijk bediscussieerd werden. Na de onthoofding van hun schoonbroer Lodewijk XVI keerden Ferdinand en Maria Carolina zich fel tegen de Franse Revolutie. Het koninkrijk Napels nam in 1793 deel aan de Eerste Coalitie tegen Frankrijk. Alle pro-Franse elementen in het koninkrijk werden vervolgd. In 1799 vielen Franse revolutionaire troepen Napels echter binnen, waarop hij overhaast naar Sicilië vluchtte.
Enige dagen later proclameerde de Franse generaal Jean-Étienne Championnet de republiek en stelde een provisorische regering met 21 leden in die het land op democratische wijze zou moeten leiden. Op 25 april werd een wet aangenomen die de feodaliteit afschafte, wat door het kortstondig bestaan van de republiek geen werkelijkheid kon worden. De regering kampte spoedig met financiële moeilijkheden als gevolg van Championnets vraag naar geld en slaagde er niet in om een leger op te richten, waardoor ze afhankelijk was van Franse bescherming. Generaal Gabriele Manthoné, een oudgediende van het Bourbon-regime, was minister van Oorlog van de Parthenopeïsche Republiek.

## Val van de Republiek
Contrarevolutionaire troepen, bestaande uit een pauselijk leger onder kardinaal Fabrizio Ruffo di Calabria, een Britse vloot onder Horatio Nelson en Sardijnse en Britse troepen, vielen de republiek binnen. Op 20 juni 1799 werd Napels heroverd. Enkel in een aantal vestingen werd door de republikeinen nog weerstand geboden. Tussen 19 en 23 juni capituleerden zij, tegen de belofte van een vrije, ongehinderde aftocht naar Frankrijk. Op 24 juni werd Ferdinand op de troon hersteld.
De overeengekomen voorwaarden van de capitulatie van de republikeinen werden echter door Nelson, die met zijn vloot de baai van Napels beheerste, niet aanvaard. In naam van Ferdinand liet hij op 28 juni de republikeinen die reeds de wapens hadden neergelegd, gevangen nemen en de volgende dag liet hij de parthenopëische admiraal Francesco Caracciolo standrechtelijk ophangen. In de volgende maanden werden processen gevoerd tegen de republikeinen. Er vond een bloedige repressie plaats. Van de ongeveer 8.000 gevangenen werden 124 ter dood veroordeeld en geëxecuteerd. Onder de veroordeelden bevonden zich enkele van de belangrijkste vertegenwoordigers van de burgerij en de intellectuelen uit het koninkrijk.
Het Verdrag van Amiens in 1802 bepaalde dat Frankrijk alle troepen uit het koninkrijk moest terugtrekken. De Franse schrijver Alexandre Dumas heeft deze weinig bekende episode beschreven in zijn roman La San-Felice.
- Library of Congress Control Number: n81097654
- Nationale Bibliotheek van Israël: 987007552764105171
- Virtual International Authority File: 157117952
- WorldCat: E39PBJdrDTkRy4tVCxYfFx4rMP